# Panurginus potentillae
Panurginus potentillae är en biart som först beskrevs av Crawford 1916.  Panurginus potentillae ingår i släktet bergsbin, och familjen grävbin. Inga underarter finns listade i Catalogue of Life.